# Storbritanniens inrikesminister
Storbritanniens inrikesminister kallas formellt Secretary of State for the Home Department och i dagligt tal Home Secretary. Inrikesministern är en av de mer prestigefyllda ministerposterna i Storbritannien, ingår i kabinettet och ämbetet ingår i kvartetten Great Offices of State (övriga är premiär-, finans- och utrikesministern). 
Inrikesministern leder inrikesministeriet, Home Office, och ansvarar för inrikes frågor däribland polisen i England och Wales, Metropolitanpolisen (delvis tillsammans med Londons borgmästare), Security Service (MI5) samt migrations- och medborgarskapsfrågor i hela Storbritannien.
Inrikesministerämbetet inrättas i Storbritannien 1782 samtidigt som utrikesministerämbetet inrättades. Dessa två ämbeten var de enda ministerposter fram till 1801 då en Secretary of State for War and the Colonies utnämndes.

## Lista över inrikesministrar
| Porträtt | Namn                                                             | Från              | Till              | Parti                           |
| -------- | ---------------------------------------------------------------- | ----------------- | ----------------- | ------------------------------- |
|          | William Petty, 2:e earl av Shelburne                             | 27 mars 1782      | 10 juli 1782      | Whigs                           |
|          | Thomas Townshend                                                 | 10 juli 1782      | 2 april 1783      | Whigs                           |
|          | Frederick North, Lord North                                      | 2 april           | 19 december 1783  | Tories                          |
|          | George Nugent-Temple-Grenville, 3:e earl Temple                  | 19 december       | 23 december 1783  | Tories                          |
|          | Thomas Townshend, 1:e baron Sydney                               | 23 december, 1783 | 5 juni 1789       | Whigs                           |
|          | William Wyndham Grenville, 1:e baron Grenville                   | 5 juni 1789       | 8 juni 1791       | Tories                          |
|          | Henry Dundas                                                     | 8 juni 1791       | 11 juli 1794      | Tories                          |
|          | William Cavendish-Bentinck, 3:e hertig av Portland               | 11 juli 1794      | 30 juli 1801      | Tories                          |
|          | Thomas Pelham, 1:e baron Pelham                                  | 30 juli 1801      | 17 augusti 1803   | Whigs                           |
|          | Charles Philip Yorke                                             | 17 augusti 1803   | 12 maj 1804       | Tories                          |
|          | Robert Jenkinson, Lord Hawkesbury                                | 12 maj 1804       | 5 februari 1806   | Tories                          |
|          | George Spencer, 2:e earl Spencer                                 | 5 februari 1806   | 25 mars 1807      | Whigs                           |
|          | Robert Jenkinson, 2:e earl av Liverpool                          | 25 mars 1807      | 1 november 1809   | Tories                          |
|          | Richard Ryder                                                    | 1 november 1809   | 8 juni 1812       | Tories                          |
|          | Henry Addington, 1:e viscount Sidmouth                           | 11 juni 1812      | 17 januari 1822   | Tories                          |
|          | Robert Peel                                                      | 17 januari 1822   | 10 april 1827     | Tories                          |
|          | William Sturges Bourne                                           | 30 april          | 16 juli 1827      | Tories                          |
|          | Henry Petty-FitzMaurice, 3:e markis av Lansdowne                 | 16 juli 1827      | 22 januari 1828   | Whigs                           |
|          | Robert Peel                                                      | 26 januari 1828   | 22 november 1830  | Tories                          |
|          | William Lamb, 2:e viscount Melbourne                             | 22 november 1830  | 16 juli 1834      | Whigs                           |
|          | John Ponsonby, viscount Duncannon                                | 19 juli 1834      | 15 november 1834  | Whigs                           |
|          | Arthur Wellesley, 1:e hertig av Wellington (ställföreträdande) ; | 15 november       | 15 december 1834  | Tories                          |
|          | Henry Goulburn                                                   | 15 december 1834  | 18 april 1835     | Konservativa partiet            |
|          | Lord John Russell                                                | 18 april 1835     | 30 augusti 1839   | Whigs                           |
|          | Constantine Phipps, 1:e markis av Normanby                       | 30 augusti 1839   | 30 augusti 1841   | Whigs                           |
|          | James Graham                                                     | 6 september 1841  | 30 juni 1846      | Konservativa partiet            |
|          | George Grey                                                      | 6 juli 1846       | 23 februari 1852  | Whigs                           |
|          | Spencer Horatio Walpole                                          | 27 februari       | 19 december 1852  | Konservativa partiet            |
|          | Henry Temple, 3:e viscount Palmerston                            | 28 december 1852  | 6 februari 1855   | Whigs                           |
|          | George Grey                                                      | 8 februari 1855   | 26 februari 1858  | Whigs                           |
|          | Spencer Horatio Walpole                                          | 26 februari 1858  | 3 mars 1859       | Konservativa partiet            |
|          | Thomas Sotheron-Estcourt                                         | 3 mars 1859       | 18 juni 1859      | Konservativa partiet            |
|          | George Cornewall Lewis                                           | 18 juni 1859      | 25 juli 1861      | Liberala partiet                |
|          | George Grey                                                      | 25 juli 1861      | 28 juni 1866      | Liberala partiet                |
|          | Spencer Horatio Walpole                                          | 6 juli 1866       | 17 maj 1867       | Konservativa partiet            |
|          | Gathorne Hardy                                                   | 17 maj 1867       | 3 december 1868   | Konservativa partiet            |
|          | Henry Bruce                                                      | 9 december 1868   | 9 augusti 1873    | Liberala partiet                |
|          | Robert Lowe                                                      | 9 augusti 1873    | 20 februari 1874  | Liberala partiet                |
|          | Richard Cross                                                    | 21 februari 1874  | 23 april 1880     | Konservativa partiet            |
|          | William Vernon Harcourt                                          | 28 april 1880     | 23 juni 1885      | Liberala partiet                |
|          | Richard Cross                                                    | 24 juni 1885      | 1 februari 1886   | Konservativa partiet            |
|          | Hugh Childers                                                    | 6 februari        | 25 juli 1886      | Liberala partiet                |
|          | Henry Matthews                                                   | 3 augusti 1886    | 15 augusti 1892   | Konservativa partiet            |
|          | Herbert Henry Asquith                                            | 18 augusti 1892   | 25 juni 1895      | Liberala partiet                |
|          | Matthew Ridley                                                   | 29 juni 1895      | 12 november 1900  | Konservativa partiet            |
|          | Charles Ritchie                                                  | 12 november 1900  | 12 juli 1902      | Konservativa partiet            |
|          | Aretas Akers-Douglas                                             | 12 juli 1902      | 5 december 1905   | Konservativa partiet            |
|          | Herbert Gladstone                                                | 11 december 1905  | 19 februari 1910  | Liberala partiet                |
|          | Winston Churchill                                                | 19 februari 1910  | 24 oktober 1911   | Liberala partiet                |
|          | Reginald McKenna                                                 | 24 oktober 1911   | 27 maj 1915       | Liberala partiet                |
|          | John Simon                                                       | 27 maj 1915       | 12 januari 1916   | Liberala partiet                |
|          | Herbert Samuel                                                   | 12 januari        | 7 december 1916   | Liberala partiet                |
|          | George Cave, 1:e viscount Cave                                   | 11 december 1916  | 14 januari 1919   | Konservativa partiet            |
|          | Edward Shortt                                                    | 14 januari 1919   | 23 oktober 1922   | Liberala partiet                |
|          | William Bridgeman                                                | 25 oktober 1922   | 22 januari 1924   | Konservativa partiet            |
|          | Arthur Henderson                                                 | 23 januari        | 4 november 1924   | Labourpartiet                   |
|          | William Joynson-Hicks                                            | 7 november 1924   | 5 juni 1929       | Konservativa partiet            |
|          | John Robert Clynes                                               | 8 juni 1929       | 26 augusti 1931   | Labourpartiet                   |
|          | Herbert Samuel                                                   | 26 augusti 1931   | 1 oktober 1932    | Liberala partiet                |
|          | John Gilmour                                                     | 1 oktober 1932    | 7 juni 1935       | Unionistpartiet                 |
|          | John Simon                                                       | 7 juni 1935       | 28 maj 1937       | Liberal National Party          |
|          | Samuel Hoare                                                     | 28 maj 1937       | 3 september 1939  | Konservativa partiet            |
|          | John Anderson                                                    | 4 september 1939  | 4 oktober 1940    | oberoende                       |
|          | Herbert Morrison                                                 | 4 oktober 1940    | 23 maj 1945       | Labourpartiet                   |
|          | Donald Somervell                                                 | 25 maj            | 26 juli 1945      | Konservativa partiet            |
|          | James Chuter Ede                                                 | 3 augusti 1945    | 26 oktober 1951   | Labourpartiet                   |
|          | David Maxwell Fyfe                                               | 27 oktober 1951   | 19 oktober 1954   | Konservativa partiet            |
|          | Gwilym Lloyd George                                              | 19 oktober 1954   | 14 januari 1957   | National Liberal & Conservative |
|          | Rab Butler                                                       | 14 januari 1957   | 13 juli 1962      | Konservativa partiet            |
|          | Henry Brooke                                                     | 13 juli 1962      | 16 oktober 1964   | Konservativa partiet            |
|          | Frank Soskice                                                    | 18 oktober 1964   | 23 december 1965  | Labourpartiet                   |
|          | Roy Jenkins                                                      | 23 december 1965  | 30 november 1967  | Labourpartiet                   |
|          | James Callaghan                                                  | 30 november 1967  | 19 juni 1970      | Labourpartiet                   |
|          | Reginald Maudling                                                | 20 juni 1970      | 18 juli 1972      | Konservativa partiet            |
|          | Robert Carr                                                      | 18 juli 1972      | 4 mars 1974       | Konservativa partiet            |
|          | Roy Jenkins                                                      | 5 mars 1974       | 10 september 1976 | Labourpartiet                   |
|          | Merlyn Rees                                                      | 10 september 1976 | 4 maj 1979        | Labourpartiet                   |
|          | William Whitelaw                                                 | 5 maj 1979        | 11 juni 1983      | Konservativa partiet            |
|          | Leon Brittan                                                     | 11 juni 1983      | 2 september 1985  | Konservativa partiet            |
|          | Douglas Hurd                                                     | 2 september 1985  | 26 oktober 1989   | Konservativa partiet            |
|          | David Waddington                                                 | 26 oktober 1989   | 28 november 1990  | Konservativa partiet            |
|          | Kenneth Baker                                                    | 28 november 1990  | 10 april 1992     | Konservativa partiet            |
|          | Kenneth Clarke                                                   | 10 april 1992     | 27 maj 1993       | Konservativa partiet            |
|          | Michael Howard                                                   | 27 maj 1993       | 2 maj 1997        | Konservativa partiet            |
|          | Jack Straw                                                       | 2 maj 1997        | 8 juni 2001       | Labourpartiet                   |
|          | David Blunkett                                                   | 8 juni 2001       | 15 december 2004  | Labourpartiet                   |
|          | Charles Clarke                                                   | 15 december 2004  | 5 maj 2006        | Labourpartiet                   |
|          | John Reid                                                        | 5 maj 2006        | 28 juni 2007      | Labourpartiet                   |
|          | Jacqui Smith                                                     | 28 juni 2007      | 5 juni 2009       | Labourpartiet                   |
|          | Alan Johnson                                                     | 5 juni 2009       | 11 maj 2010       | Labourpartiet                   |
|          | Theresa May                                                      | 11 maj 2010       | 13 juli 2016      | Konservativa partiet            |
|          | Amber Rudd                                                       | 13 juli 2016      | 30 april 2018     | Konservativa partiet            |
|          | Sajid Javid                                                      | 30 april 2018     | 24 juli 2019      | Konservativa partiet            |
|          | Priti Patel                                                      | 24 juli 2019      | 6 september 2022  | Konservativa partiet            |
|          | Suella Braverman                                                 | 6 september 2022  | 19 september 2022 | Konservativa partiet            |
|          | Grant Shapps                                                     | 19 september 2022 | 25 september 2022 | Konservativa partiet            |
|          | Suella Braverman                                                 | 25 september 2022 | 13 november 2023  | Konservativa partiet            |
|          | James Cleverly                                                   | 13 november 2023  | 5 juli 2024       | Konservativa partiet            |
|          | Yvette Cooper                                                    | 5 juli 2024       | sittande          | Labourpartiet                   |